# フェリペ3世 (ナバラ王)
フェリペ3世（スペイン語：Felipe III, 1306年3月27日 - 1343年9月16日）は、ナバラ女王フアナ（ジャンヌ）2世の共同統治王（在位：1328年 - 1343年）。フランス貴族のエヴルー伯でもあったため、フィリップ・デヴルー（フランス語：Philippe d'Évreux）とも呼ばれる。

## 概要
フランス王フィリップ3世の息子エヴルー伯ルイとその妃マルグリットの息子。このためカペー家の傍流としてフランス王位継承権を持っていた。
1319年、父ルイの死去により、ノルマンディー地方にあるエヴルー伯領を相続した。また、従兄にあたるフランス王ルイ10世の王女ジャンヌと結婚し、ジャンヌがナバラ女王フアナ2世として即位すると、ナバラ王国の共同統治王となった。彼女はナバラ王国のみならずフランス北部に広い領地があり、夫妻はその血統と相まってフランスに対しても影響力を持っていた。1334年に王夫妻はフランスに戻り、ナバラは総督により統治された。
1343年、フィリップはレコンキスタに参加している最中に負傷し、ヘレス・デ・ラ・フロンテーラ（アンダルシア州）で死去した。

## 子女
ジャンヌとの間に8人の子供をもうけた（名はフランス名で記す）。
- マリー（1329年頃 - 1347年） - アラゴン王ペドロ4世の最初の王妃
- ブランシュ（1331年 - 1398年） - フランス王フィリップ6世の2番目の王妃
- シャルル（1332年 - 1387年） - ナバラ王およびエヴルー伯
- アニェス（1334年 - 1396年） - フォワ伯ガストン3世と結婚
- フィリップ（1336年 - 1363年） - ロングヴィル伯
- ジャンヌ（1338年 - 1387年） - 修道女
- ジャンヌ（1339年 - 1403年） - ロアン子爵ジャン1世の妻
- ルイ（1341年 - 1372年） - ボーモン＝ル＝ロジェ伯、ドゥラッツォ公